# Redmi K50
Redmi K50是小米集团旗下的子品牌Redmi，于北京时间2022年2月16日19时，在中国北京小米科技园发布的智能手机系列，为Redmi手机K系列的第四代机型系列，包含Redmi K50、Redmi K50 Pro、Redmi K50电竞版（Redmi K50 Gaming）以及Redmi K50至尊版（Redmi K50 Ultra）四款机型。其中，Redmi K50电竞版于2022年2月16日发布，Redmi K50及Redmi K50 Pro则于2022年3月17日与Redmi K40S一同发布，而Redmi K50至尊版则于2022年8月11日晚于雷军2022年度演讲发布会上发布。
Redmi于2022年7月20日在印度发布的Redmi K50i是Redmi在中国大陆地区先期发布的Redmi Note 11T Pro的重命名产品。Redmi K50至尊版则在升级后置主摄规格后，在海外市场命名为小米12T Pro，详细信息请查阅条目小米12T。

## 简介

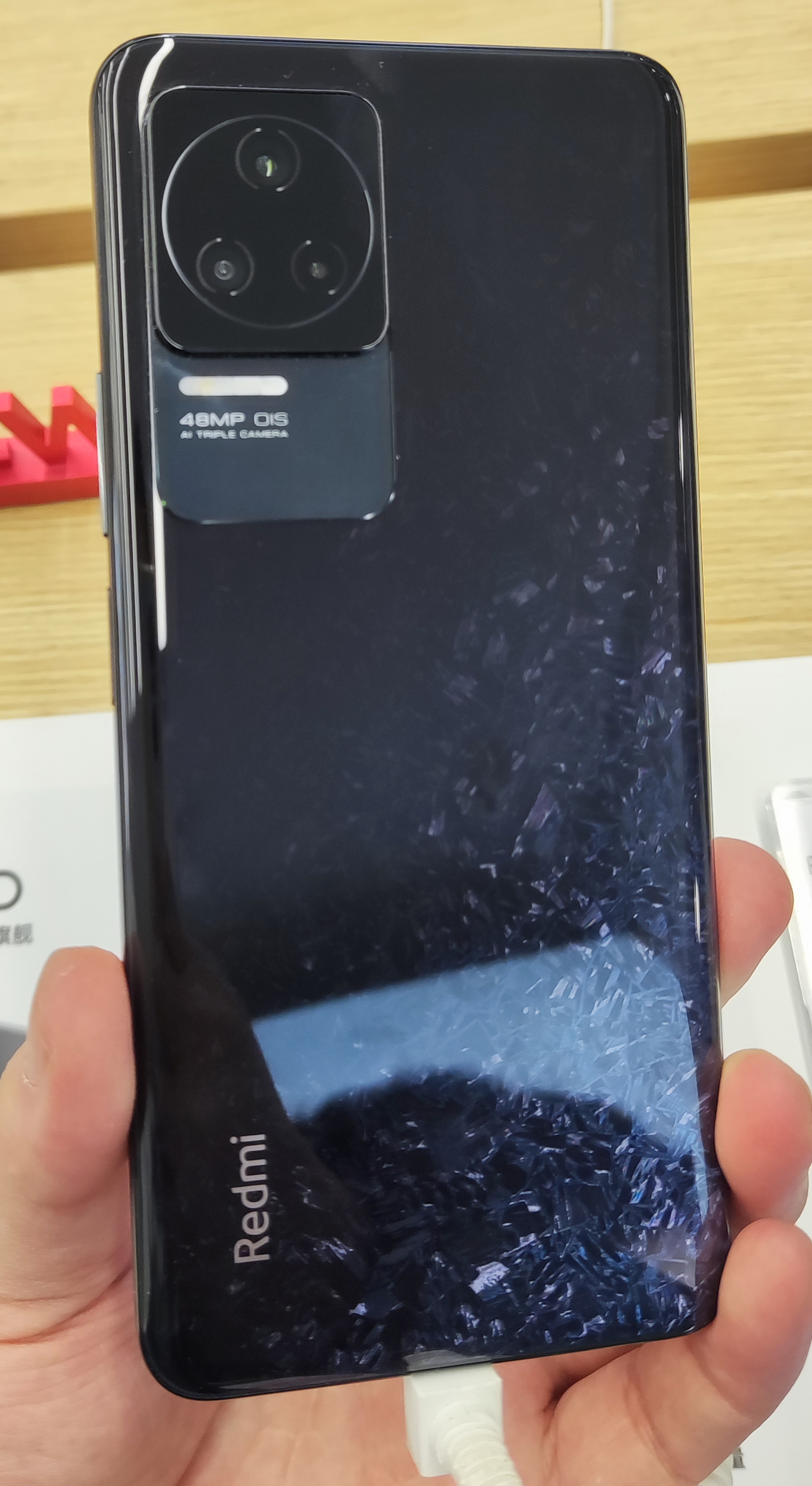
Redmi K50及Redmi K50 Pro的背部

全部Redmi K50系列机型均搭载了6.67英寸（对角线）的AMOLED屏幕，与前代及K30系列保持一致，也依旧维持了前代的非隐藏式屏下前置摄像头设计。全部机型背部依旧维持了前代布置三枚后置镜头的设计，但对镜头区域的盖板及摄像头排列布局做出了调整。核心性能方面，这一代的K系列机型分别采用了联发科技提供的天玑8100、天玑9000以及高通公司提供的骁龙8 Gen 1和骁龙8+ Gen 1四款SoC芯片，分别内置于Redmi K50、Redmi K50 Pro、Redmi K50电竞版以及Redmi K50至尊版四款机型之中，此外，LPDDR5规格的RAM以及UFS3.1规格的ROM也改为全系搭载。

## 硬件

### 外观

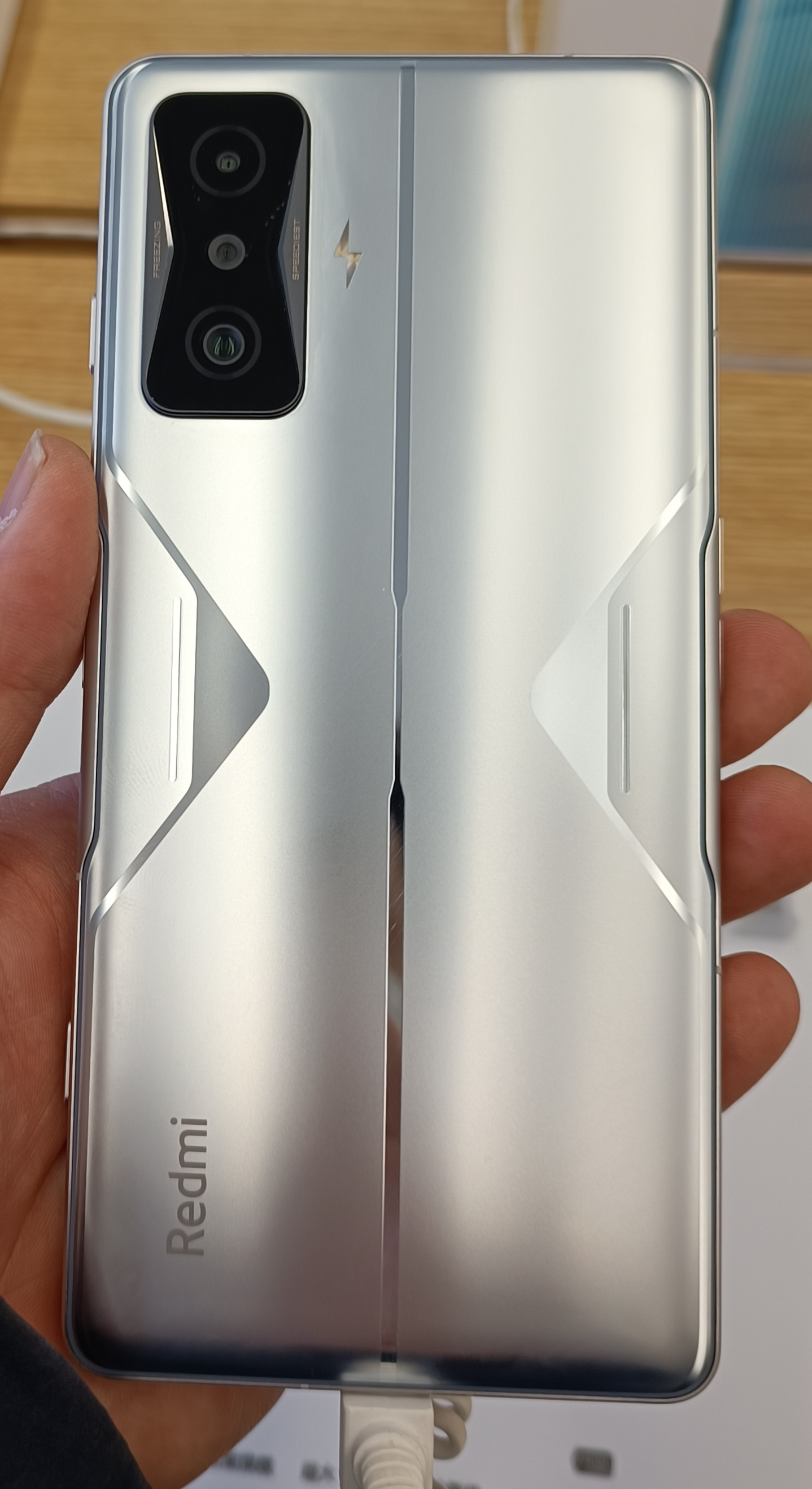
Redmi K50电竞版的机身背部

Redmi K50系列的机身尺寸基本维持了Redmi K40系列的规格。除电竞版外，仅厚度略有增加。全系正面均采用了与前代相同的居中布置的非隐藏式屏下前置摄像头方案，但摄像头开孔相较前代有所增大。除电竞版采用了铝合金边框外，其他三款机型均采用了聚碳酸酯塑料材质的侧边框。
由于设计定位不同，Redmi K50系列机型的按键及开孔设置也有所差异。其中，Redmi K50及Redmi K50 Pro的机身侧边上方从左至右分别布置有副扬声器出音孔、红外线发射窗以及降噪麦克风，右侧边布置有音量增减键以及支持指纹识别功能的电源键，下侧边从左至右设有SIM卡托架、主麦克风、USB Type-C数据接口以及主扬声器出音孔，机身左侧则不设任何开孔；Redmi K50电竞版的机身侧边上方从左至右分别布置红外线发射窗口、降噪麦克风以及副扬声器出音孔，右侧边从上至下分别为上肩键、上肩键弹出开关、支持指纹识别功能的电源键、下肩键弹出开关及下肩键，机身底部从左至右分别为主麦克风、USB Type-C数据接口以及主扬声器出音孔，机身左侧从上至下布置有SIM卡槽、音量加减键及副麦克风开孔。
Redmi K50系列机型均采用了左上角布置摄像镜组的背部设计。其中Redmi K50及Redmi K50 Pro的三枚摄像头开孔呈等边三角形排列，三枚摄像头的开孔外边缘被一圆环相内切，圆环外部做一黑色矩形高台。矩形高台下侧衔接一突出度较小的平台，平台左侧靠上位置布置LED补光灯及后置环境光传感器，呈长条形排列，长条形透明开孔下方另有48MP OIS或108MP OIS的主摄传感器参数标识以及AI TRIPLE CAMERA（AI三摄）的文字标识，这些设计元素与同场发布的Redmi K40S基本相同；Redmi K50电竞版的三枚摄像头开孔则呈一字型竖向布置，其中中间镜头的开孔较小，上下两侧镜头的开孔较大，与K40游戏增强版类似。三枚镜头被一沙漏状黑色玻璃盖板覆盖，左右两侧布置LED呼吸灯带，可在系统内设置不同的闪亮策略，玻璃盖板左右两侧被镜组周围的铝合金外框稍作侵入，并竖向标识“FREEZING”和“SPEEDIEST”装饰文字。镜组框右侧设有设计为闪电形状的LED补光灯以及后置环境光传感器；Redmi K50 至尊版的镜组区域设计则类似于小米12 Pro，主摄位于镜组装饰板最上方，以圆形丝印外接正方形镜片来突出主摄位置，主摄斜下方竖向放置微距传感器及超广角传感器，主摄斜下方则布置闪光灯、环境光及色温传感器及108MP的主摄像素数量标记。
Redmi K50系列机型均采用玻璃材质的后盖，其中Redmi K50、Redmi K50 Pro及Redmi K50 至尊版除左下角布置Redmi的LOGO之外，无其他设计元素；Redmi K50电竞版则在机身背部中央竖向设计高光亮条，并在后盖左右两侧设计三角形翼状高光纹理，以体现电竞元素。
Redmi K50及Redmi K50 Pro提供四款外观配色，分别为幽芒（经磨砂处理的绿色玻璃后盖，暗绿色聚碳酸酯塑料边框）、幻镜（贴有蓝色菲林炫光膜片的玻璃后盖，淡蓝色聚碳酸酯塑料边框）、墨羽（贴有带破碎斑纹的菲林膜片的玻璃后盖，黑色聚碳酸酯塑料边框）以及银迹（经磨砂处理的银灰色玻璃后盖，银色聚碳酸酯塑料边框）；Redmi K50电竞版则提供三款外观配色，银翼（银色玻璃后盖，亮银色铝合金中框）、暗影（灰黑色玻璃后盖及铝合金中框）以及冰斩（冰蓝色玻璃后盖，灰黑色铝合金中框）。此外，Redmi K50电竞版另提供限量发售的AMG F1 冠军版，采用了灰黑色玻璃后盖，并在后盖左上角标有奔驰AMG的徽标。2022年5月24日，Redmi为Redmi K50追加了晴雪配色（磨砂白色玻璃后盖，银色聚碳酸酯塑料中框），这一配色是自前代产品Redmi K40而沿袭下来的。而后期发布的Redmi K50 至尊版则提供雅黑（经磨砂处理的黑色玻璃后盖，黑色聚碳酸酯塑料边框）、冰蓝（经磨砂处理的蓝绿色玻璃后盖，青色聚碳酸酯塑料边框）以及银迹（经磨砂处理的银灰色玻璃后盖，银色聚碳酸酯塑料边框）三种配色可选。K50至尊版与K50电竞版一同提供了限量发售的AMG F1 冠军版，采用了灰黑色玻璃后盖，并在后盖右上角标有奔驰AMG的徽标。

### 屏幕
Redmi K50全系列采用6.67英寸（对角线）的AMOLED柔性屏幕基材，其中Redmi K50及Redmi K50 Pro采用由三星显示供应的E4基材显示面板，分辨率达到3200×1440，是Redmi首次采用2K级别显示面板；Redmi K50电竞版采用由华星光电供应的显示面板，分辨率维持前代的2400×1080，支持高达1920Hz的高频PWM调光；Redmi K50 至尊版则采用由华星光电和天马微电子共同供应的2712×1220分辨率的OLED显示面板，支持高达1920Hz的高频PWM调光以及环境光自适应色温调节。

### 芯片及存储
Redmi K50全系列的四款机型采用了四款不同的主芯片，其中Redmi K50及Redmi K50 Pro均采用联发科技研发、台积电代工生产的天玑系列SoC，Redmi K50电竞版采用美国高通公司研发、三星半导体代工生产的高通骁龙8 Gen 1芯片，而Redmi K50 至尊版则采用美国高通公司研发、台积电代工生产的高通骁龙8+（第一代）芯片。
Redmi K50采用的主芯片为天玑8100，部件代号为MT6895Z/TCZA。其CPU部分为八核心设计，拥有4颗主频为2.85GHz的高性能核心以及4颗主频为2.0GHz的低功耗核心，采用ARM公司设计的Cortex-A78及A55架构；其GPU则采用了6核心的Mali-G610图形处理单元。此外，天玑8100还对双卡5G同时驻网、WiFi-6以及蓝牙5.2得到较好支持。
Redmi K50 Pro采用的主芯片为天玑9000，部件代号为MT6983，其CPU部分同样设计为8核心，拥有1颗主频为3.05GHz的高性能核心、3颗主频为2.85GHz的均衡性能核心以及4颗主频为1.8GHz的低功耗核心，采用ARM公司设计的Cortex-X2、A710及A510架构；其GPU则采用了10核心的Mali-G710图形处理单元。双卡5G同时驻网、WiFi-6以及蓝牙5.2等连接功能同样在天玑9000上得到较好支持。
Redmi K50电竞版则采用了新一代的骁龙8处理器（即骁龙8 Gen 1，部件代号SM8450），为三星4nm工艺制程，CPU部分由1颗最高主频为3.0GHz的大核心、3颗最高主频为2.5GHz的中核心以及4颗最高主频为1.8GHz的小核心组成，GPU部分则采用了最高主频为818MHz的Adreno 730，同时集成支持双卡5G驻网的X65基带。
存储方面，全部Redmi K50系列机型均支持8GB及12GB的RAM容量可选，机身存储则提供128GB和256GB两种容量可选。其中Redmi K50 Pro及Redmi K50 至尊版另提供高达512GB的存储容量，供有需要的消费者选用购买。此外，Redmi K50亦在618购物季以及2022年10月初期间短暂提供了512GB的存储版本。

### 摄像模组
后置摄像方面，Redmi K50采用了一颗4800万像素的摄像传感器，与前代Redmi K40元件相同；Redmi K50 Pro采用了一颗1.08亿像素的主摄像传感器，与前代Redmi K40 Pro+元件相同；Redmi K50电竞版则采用了一颗6400万像素的主摄像传感器，元件与Redmi K30 Pro相同；Redmi K50 至尊版则搭载了一颗由三星半导体供应的1.08亿像素主摄传感器，但感光面积相较Redmi K50 Pro有所缩减。除电竞版外，其他两款机型均在前代基础上加入了OIS光学防抖。除电竞版及至尊版外，其他两款机型均不支持4K分辨率的60帧视频拍摄。
三者均使用相同的800万像素广角传感器以及200万像素的微距传感器。曾在Redmi K40、Redmi K40 Pro上采用的长焦微距功能被取消，全系均改为短焦微距。
全系机型的前置摄像传感器均改用2000万像素的索尼IMX 596传感器，均支持1080P 30/60帧、720P 30帧视频录制，并支持一系列美颜功能。

### 其他功能
充电和续航方面，Redmi K50支持最高67W功率的有线充电（20V 3.25A MAX），并内置5500mah的电池，可在50分钟左右充至100%；Redmi K50 Pro及Redmi K50电竞版则支持最高120W功率的有线充电（20V 6A MAX），Redmi K50 Pro内置5000mah电池，而Redmi K50电竞版则内置4700mah电池。另外，Redmi K50 Pro还在主板电源模块内搭载了两颗由小米自研、上海南芯代工生产的电源管理芯片澎湃P1（部件编码SC8561）。这一电源管理芯片与小米12 Pro采用的芯片相同。
音响系统方面，Redmi K50全系采用了非对称式的立体声扬声器，顶部发声单元较底部稍小，且顶部发声单元兼具听筒的作用。Redmi K50全系仅支持USB Type-C接口的音频输出输入设备，传统3.5mm接头需专用转换器转接。
近距离通信方面，Redmi K50系列支持蓝牙5.2、多功能NFC以及红外遥控功能，可使用遥控类APP对支持红外控制的电器设备进行控制。

### 技术规格
| 参数及功能项\机型       | 参数及功能项\机型       | Redmi K50                                                                               | Redmi K50 Pro                                                                           | Redmi K50电竞版                                                                             | Redmi K50至尊版                                                                                        |
| ----------------------- | ----------------------- | --------------------------------------------------------------------------------------- | --------------------------------------------------------------------------------------- | ------------------------------------------------------------------------------------------- | --- |
| 代号                    | 代号                    | rubens                                                                                  | matisse                                                                                 | ingres                                                                                      | diting                                                                                                 |
| 其他名称/适用国家及地区 | 其他名称/适用国家及地区 | --                                                                                      | --                                                                                      | POCO F4 GT（国际）                                                                          | Xiaomi 12T Pro（国际）                                                                                 |
| 尺寸（长/宽/厚，mm）    | 尺寸（长/宽/厚，mm）    | 163.1×76.15×8.48                                                                        | 163.1×76.15×8.48                                                                        | 162.5×76.7×8.5                                                                              | 163.1×75.9×8.6                                                                                         |
| 重量（g）               | 重量（g）               | 201                                                                                     | 201                                                                                     | 210                                                                                         | 202 |
| 屏幕                    | 屏幕                    | 6.67英寸 20:9比例 3200×1440 三星AMOLED屏幕 可根据APP的不同自动切换60Hz和120Hz两级刷新率 | 6.67英寸 20:9比例 3200×1440 三星AMOLED屏幕 可根据APP的不同自动切换60Hz和120Hz两级刷新率 | 6.67英寸 20:9比例 2400×1080 华星光电AMOLED屏幕 可根据APP的不同自动切换60Hz和120Hz两级刷新率 | 6.67英寸 20:9比例 2712×1220 华星光电/天马微电子AMOLED屏幕 可根据APP的不同自动切换60Hz和120Hz两级刷新率 |
| 前置摄像头              | 前置摄像头              | 2000万像素（索尼IMX596） 正上方屏幕内挖孔布置                                           | 2000万像素（索尼IMX596） 正上方屏幕内挖孔布置                                           | 2000万像素（索尼IMX596） 正上方屏幕内挖孔布置                                               | 2000万像素（索尼IMX596） 正上方屏幕内挖孔布置                                                          |
| 后置摄像模组            | 主摄                    | 4800万像素 (索尼IMX582） 支持OIS光学防抖                                                | 1.08亿像素（三星S5KHM2） 支持OIS光学防抖                                                | 6400万像素 （索尼IMX686）                                                                   | 1.08亿像素（三星S5KHM6） 1/1.67英寸 f/1.6 支持OIS光学防抖                                              |
| 后置摄像模组            | 广角                    | 800万像素 (三星S5K4H7)                                                                  | 800万像素 (三星S5K4H7)                                                                  | 800万像素 (三星S5K4H7)                                                                      | 800万像素 (三星S5K4H7)                                                                                 |
| 后置摄像模组            | 微距                    | 200万像素（格科微GC02M1）                                                               | 200万像素（格科微GC02M1）                                                               | 200万像素（格科微GC02M1）                                                                   | 200万像素（格科微GC02M1）                                                                              |
| 芯片平台                | 芯片平台                | 联发科天玑8100 （MT6895Z/TCZA）                                                         | 联发科天玑9000 （MT6983）                                                               | 高通骁龙8 Gen 1 （SM8450）                                                                  | 高通骁龙8+ Gen 1 （SM8475）                                                                            |
| 支持网络                | 支持网络                | GSM/WCDMA/TDD/FDD/5G NR（SA/NSA）                                                       | GSM/WCDMA/TDD/FDD/5G NR（SA/NSA）                                                       | GSM/WCDMA/TDD/FDD/5G NR（SA/NSA）                                                           | GSM/WCDMA/TDD/FDD/5G NR（SA/NSA）                                                                      |
| 运行内存（RAM）         | 运行内存（RAM）         | 8GB/12GB LPDDR5 3200MHz                                                                 | 8GB/12GB LPDDR5 3200MHz                                                                 | 8GB/12GB LPDDR5 3200MHz                                                                     | 8GB/12GB LPDDR5 3200MHz                                                                                |
| 闪存存储（ROM）         | 闪存存储（ROM）         | 128GB/256GB/512GB UFS3.1                                                                | 128GB/256GB/512GB UFS 3.1                                                               | 128GB/256GB UFS 3.1                                                                         | 128GB/256GB/512GB UFS 3.1                                                                              |
| 记忆卡扩展              | 记忆卡扩展              | 不支持                                                                                  | 不支持                                                                                  | 不支持                                                                                      | 不支持                                                                                                 |
| 充电功率                | 充电功率                | 支持Mi Turbo Charge协议的67W充电                                                        | 支持Mi Turbo Charge协议的120W充电                                                       | 支持Mi Turbo Charge协议的120W充电                                                           | 支持Mi Turbo Charge协议的120W充电                                                                      |
| 电池容量（mAh）         | 电池容量（mAh）         | 5500                                                                                    | 5000                                                                                    | 4700                                                                                        | 5000                                                                                                   |
| 多功能NFC               | 多功能NFC               | 支持                                                                                    | 支持                                                                                    | 支持                                                                                        | 支持                                                                                                   |
| 声响                    | 声响                    | 支持USB Type-C标准输出输入接口的模拟/数字音频设备 立体声双扬声器                        | 支持USB Type-C标准输出输入接口的模拟/数字音频设备 立体声双扬声器                        | 支持USB Type-C标准输出输入接口的模拟/数字音频设备 立体声双扬声器                            | 支持USB Type-C标准输出输入接口的模拟/数字音频设备 立体声双扬声器                                       |
| 数据传输                | 蓝牙                    | 蓝牙5.3                                                                                 | 蓝牙5.3                                                                                 | 蓝牙5.2                                                                                     | 蓝牙5.2                                                                                                |
| 数据传输                | 无线网络                | Wi-Fi 802.11a/b/g/n/ac/ax（2.4和5GHz）                                                  | Wi-Fi 802.11a/b/g/n/ac/ax（2.4和5GHz）                                                  | Wi-Fi 802.11a/b/g/n/ac/ax（2.4和5GHz）                                                      | Wi-Fi 802.11a/b/g/n/ac/ax（2.4和5GHz）                                                                 |
| 数据传输                | 数据接口                | USB Type-C                                                                              | USB Type-C                                                                              | USB Type-C                                                                                  | USB Type-C                                                                                             |
| 红外遥控                | 红外遥控                | 支持                                                                                    | 支持                                                                                    | 支持                                                                                        | 支持                                                                                                   |
| 安全识别方式            | 安全识别方式            | 2D人脸识别+电源键指纹识别                                                               | 2D人脸识别+电源键指纹识别                                                               | 2D人脸识别+电源键指纹识别                                                                   | 2D人脸识别+屏下指纹识别                                                                                |
| 机身材质                | 机身材质                | 聚碳酸酯塑料中框 康宁玻璃后盖                                                           | 聚碳酸酯塑料中框 康宁玻璃后盖                                                           | 铝合金外边框 康宁玻璃后盖                                                                   | 聚碳酸酯塑料中框 康宁玻璃后盖                                                                          |

## 软件
全部Redmi K50系列机型均预装基于Android 12的MIUI 13操作系统，并支持升级至后续版本。
在小米社区，用户可根据实际需求申请全部Redmi K50系列机型的开发版公测固件和稳定版内测固件，申请通过后可通过OTA机制安装上述两个分支的测试版本。

## 销售
Redmi K50系列提供的销售版本、价格及上市日期如下表所示。
| 销售版本 \ 机型 | 销售版本 \ 机型    | Redmi K50                | Redmi K50 Pro            | Redmi K50电竞版          | Redmi K50至尊版          |
| --------------- | ------------------ | ------------------------ | ------------------------ | ------------------------ | ------------------------ |
| 存储版本        | 8GB RAM/128GB ROM  | ¥2399                    | ¥2999                    | ¥3299                    | ¥2999                    |
| 存储版本        | 8GB RAM/256GB ROM  | ¥2599                    | ¥3299                    | --                       | ¥3299                    |
| 存储版本        | 12GB RAM/128GB ROM | --                       | --                       | ¥3599                    |                          |
| 存储版本        | 12GB RAM/256GB ROM | ¥2799                    | ¥3599                    | ¥3899                    | ¥3599                    |
| 存储版本        | 12GB RAM/512GB ROM | ￥3099                   | ¥3999                    | --                       | ¥3999                    |
| 上市日期        | 上市日期           | 2022.3.22 10:00（UTC+8） | 2022.3.22 10:00（UTC+8） | 2022.2.18 10:00（UTC+8） | 2022.8.16 10:00（UTC+8） |